# I Thought About You
"I Thought About You" is een jazzstandard uit 1939. De muziek werd gecomponeerd door Jimmy Van Heusen en de liedtekst werd geschreven door Johnny Mercer. Zij schreven samen ook de nummers "Blue Rain" en "Make with the Kisses". Van Heusen schreef eerst de melodie van "I Thought About You" en bracht die aan Mercer ten gehore. Later op die dag, tijdens een treinreis naar Chicago, schreef Mercer de liedtekst. Het nummer werd in oktober 1939 voor het eerst opgenomen, onder meer door Benny Goodman, die het liedje opnam met zangeres Mildred Bailey.

## Vertolkingen
"I Thought About You" is vertolkt door onder anderen:
- Benny Goodman (met Mildred Bailey)
- Frank Sinatra
- Mose Allison
- Dave Brubeck
- Ray Brown

- Kenny Burrell (met Coleman Hawkins)
- Miles Davis
- Johnny Hartman
- Billie Holiday
- Ella Fitzgerald

- Dinah Washington
- Carmen McRae
- Mel Tormé en Cleo Laine
- Keith Jarrett